# Bruce Sinofsky
Bruce Sinofsky (Boston, Massachusetts, 31 de março de 1956 – Montclair, Nova Jérsei, 21 de fevereiro de 2015) foi um cineasta norte-americano. Como reconhecimento, foi nomeado ao Oscar 2012 na categoria de Melhor Documentário em Longa-metragem por Paradise Lost 3: Purgatory.